# Eremippus
Eremippus is een geslacht van rechtvleugeligen uit de familie veldsprinkhanen (Acrididae). De wetenschappelijke naam van dit geslacht is voor het eerst geldig gepubliceerd in 1926 door Uvarov.

## Soorten
Het geslacht Eremippus omvat de volgende soorten:
- Eremippus angulatus Uvarov, 1934
- Eremippus aserbeidshanicus Ramme, 1951
- Eremippus barbarus Li & Zheng, 1993
- Eremippus betpakdalensis Skopin, 1961
- Eremippus beybienkoi Mishchenko, 1951
- Eremippus carinatus Mishchenko, 1951
- Eremippus comatus Mishchenko, 1951
- Eremippus costatus Tarbinsky, 1927
- Eremippus flavus Mishchenko, 1951
- Eremippus foveolatus Mishchenko, 1951
- Eremippus gracilis Uvarov, 1934
- Eremippus guttatus Mishchenko, 1951
- Eremippus haghighii Descamps, 1967
- Eremippus heimahoensis Zheng & Hang, 1974
- Eremippus hemipterus Malkovskiy, 1968
- Eremippus kermanicus Mishchenko, 1976
- Eremippus luppovae Mishchenko, 1951
- Eremippus mirami Tarbinsky, 1927
- Eremippus mistshenkoi Stebaev, 1965
- Eremippus mongolicus Ramme, 1952
- Eremippus nanus Mishchenko, 1951
- Eremippus nudus Mishchenko, 1951
- Eremippus onerosus Mishchenko, 1951
- Eremippus opacus Mishchenko, 1951
- Eremippus parvulus Mishchenko, 1951
- Eremippus persicus Uvarov, 1929
- Eremippus pilosus Mishchenko, 1951
- Eremippus pusillus Bey-Bienko, 1948
- Eremippus qilianshanensis Lian & Zheng, 1984
- Eremippus rectus Mishchenko, 1951
- Eremippus robustus Mishchenko, 1976
- Eremippus sayramensis Liu, 1997
- Eremippus selevini Skopin, 1961
- Eremippus simplex Eversmann, 1859
- Eremippus sobolevi Sergeev & Bugrov, 1990
- Eremippus tenellus Mishchenko, 1951
- Eremippus turcicus Ramme, 1951
- Eremippus veltistshevi Miram, 1935
- Eremippus weidneri Demirsoy, 1979
- Eremippus yechengensis Liu, 1981